# Cachoeiras (Vila Franca de Xira)

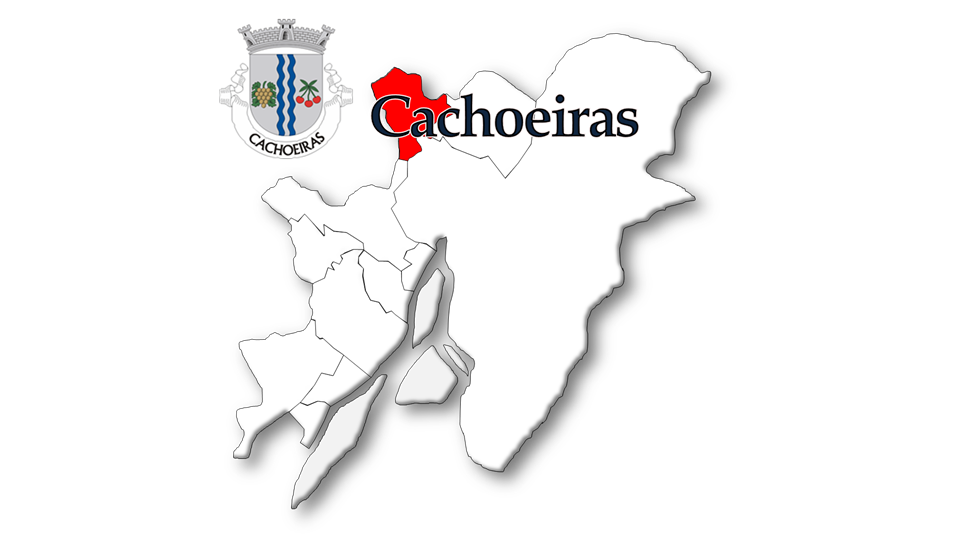
Localização da Freguesia de Cachoeiras no Município de Vila Franca de Xira

Cachoeiras é uma povoação portuguesa do Município de Vila Franca de Xira que foi sede da extinta Freguesia de Cachoeiras, freguesia que tinha 9,84 km² de área e 766 habitantes (2011), e, por isso, uma densidade populacional de 77,8 hab/km². 
A Freguesia de Cachoeiras foi extinta (agregada) em 2013, no âmbito de uma reforma administrativa nacional, tendo o seu território sido agregado ao da Freguesia de Castanheira do Ribatejo para formar a União das Freguesias de Castanheira do Ribatejo e Cachoeiras com sede em Castanheira do Ribatejo.
Tem por orago Nossa Senhora da Purificação. As grandes festas das Cachoeiras decorrem em Setembro e são em honra da padroeira Nossa Senhora da Purificação.

## População
| População da freguesia de Cachoeiras | População da freguesia de Cachoeiras | População da freguesia de Cachoeiras | População da freguesia de Cachoeiras | População da freguesia de Cachoeiras | População da freguesia de Cachoeiras | População da freguesia de Cachoeiras | População da freguesia de Cachoeiras | População da freguesia de Cachoeiras | População da freguesia de Cachoeiras | População da freguesia de Cachoeiras | População da freguesia de Cachoeiras | População da freguesia de Cachoeiras | População da freguesia de Cachoeiras | População da freguesia de Cachoeiras |
| ------------------------------------ | ------------------------------------ | ------------------------------------ | ------------------------------------ | ------------------------------------ | ------------------------------------ | ------------------------------------ | ------------------------------------ | ------------------------------------ | ------------------------------------ | ------------------------------------ | ------------------------------------ | ------------------------------------ | ------------------------------------ | ------------------------------------ |
| 1864                                 | 1878                                 | 1890                                 | 1900                                 | 1911                                 | 1920                                 | 1930                                 | 1940                                 | 1950                                 | 1960                                 | 1970                                 | 1981                                 | 1991                                 | 2001                                 | 2011                                 |
| 726                                  | 854                                  | 998                                  | 1 066                                | 1 238                                | 1 496                                | 1 616                                | 1 064                                | 1 050                                | 969                                  | 575                                  | 777                                  | 727                                  | 769                                  | 766                                  |

Pelo Decreto Lei nº 30.667, de 23/08/1940, foram desanexados lugares desta freguesia e integrados na de Castanheira do Ribatejo

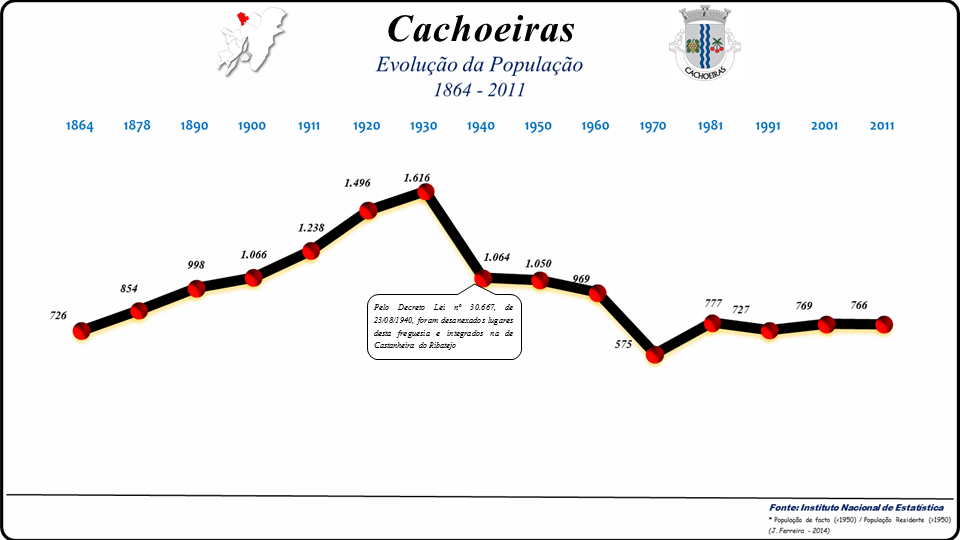
Evolução da População 1864 / 2011

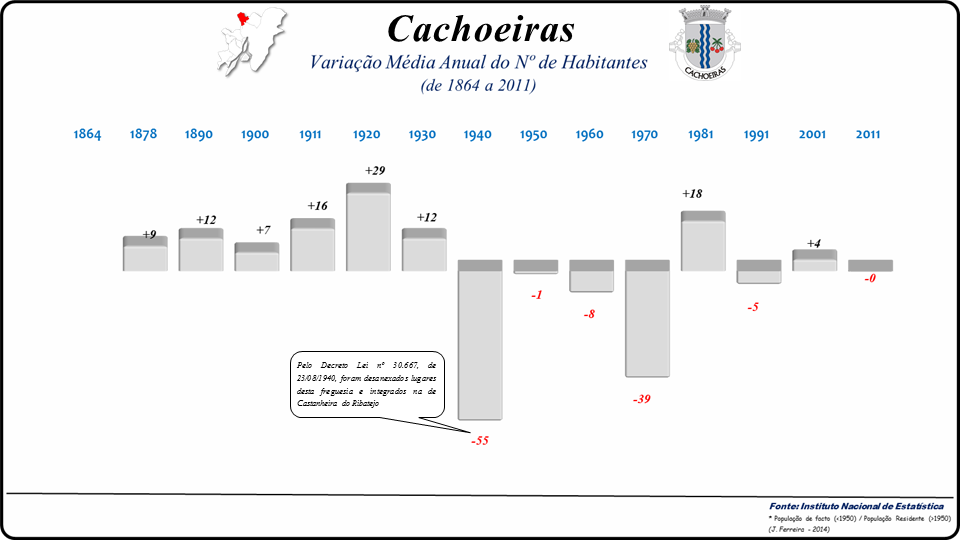
Variação da População 1864 / 2011

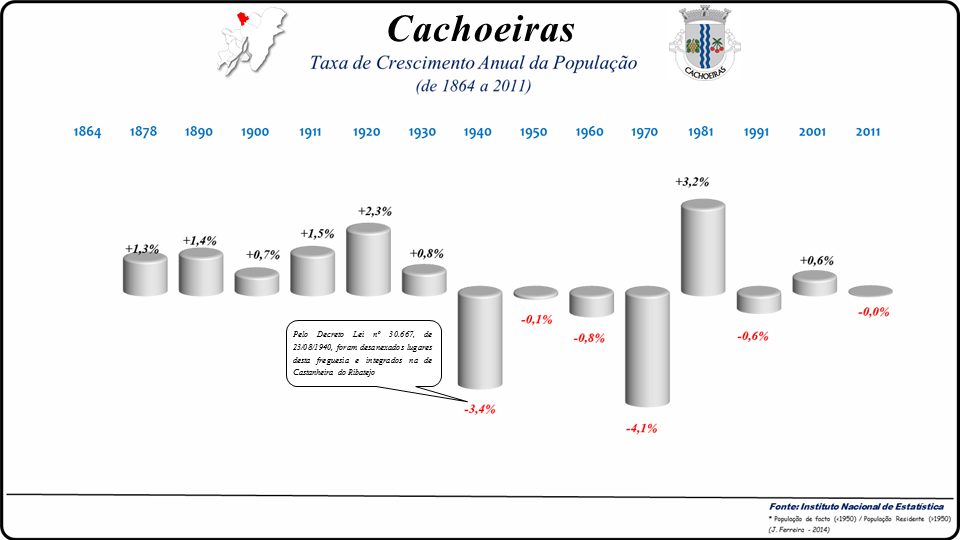
Variação da População 1864 / 2011

## Património
- Igreja Paroquial de Cachoeiras
- Villa romana do Casal da Boiça (inscrita no plano director municipal)

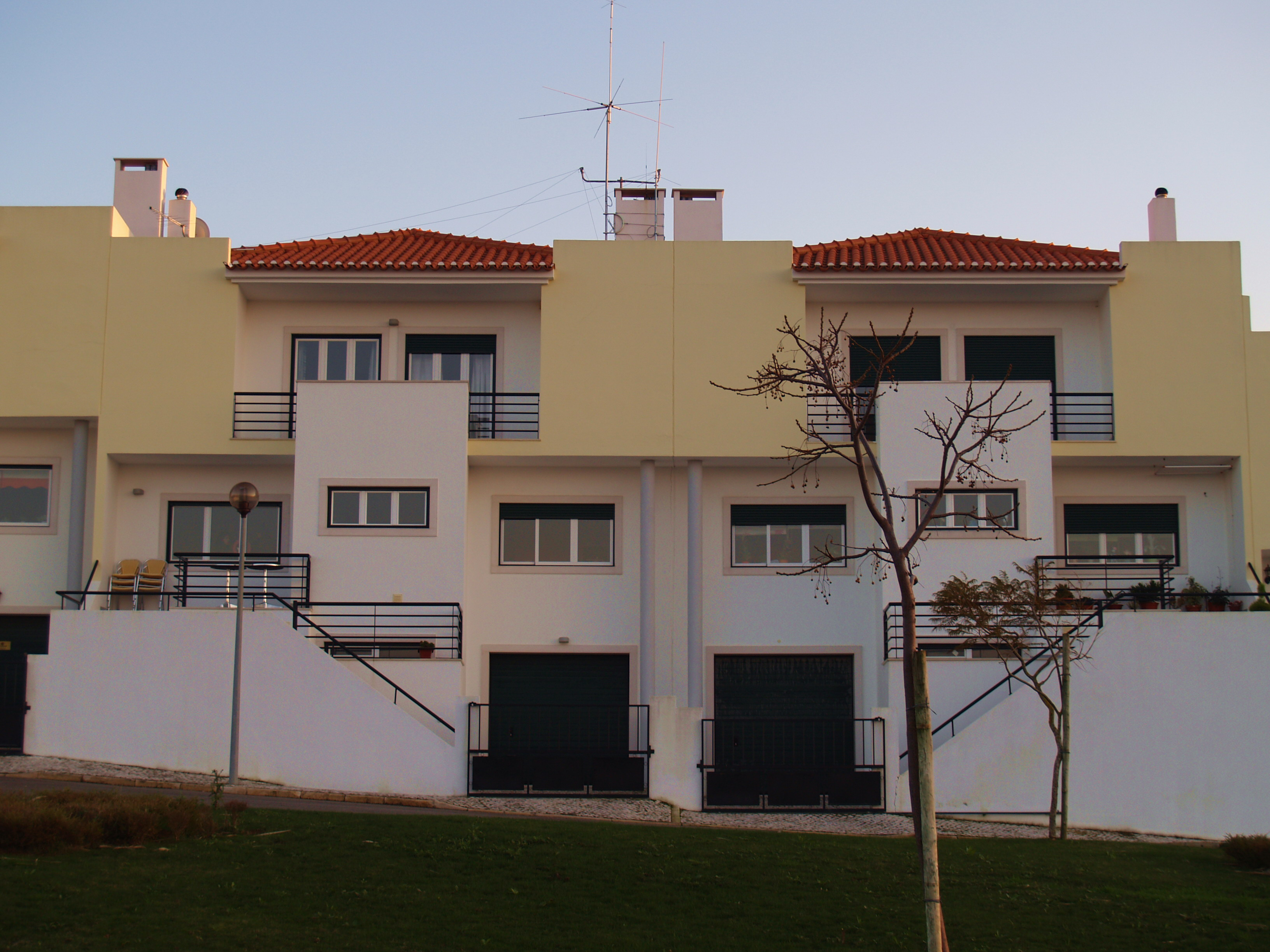
Cachoeiras: casario.

- Ponte romana sobre a Ribeira
- Canais de Irrigação